# 保寧警察署
保寧警察署（ポリョンけいさつしょ）は、忠南地方警察庁所管の警察署である。望楼が忠清南道文化財資料第272号に指定されている。

## 管轄区域
- 保寧市

## 沿革
- 1910年5月15日 - 開署
- 1986年2月27日 - 保寧郡大川邑の市制施行に伴い、大川警察署に改称
- 1995年1月27日 - 大川市と保寧郡が合併したことに伴い保寧市になったため保寧警察署に戻す

## 組織
- 警務課
- 生活安全課
- 捜査課
- 警備交通課
- 情報保安課
- 聴聞監査室

## 管轄地区隊
- 東垈地区隊
- 海水浴場地区隊

## 管轄派出所
- 大川派出所
- 熊川派出所
- 周浦派出所
- 川北派出所
- 鰲川派出所
- 嵋山派出所

## 管轄治安センター
- 青蘿治安センター
- 藍浦治安センター
- 元山島治安センター
- 珠山治安センター
- 舟橋治安センター
- 青所治安センター
- 長古島治安センター
- 古代島治安センター
- 挿矢島治安センター
- 狐島治安センター
- 鹿島治安センター
- 外煙島治安センター